# Dilara Türk
Dilara Türk is een Duits-Turks voetbalspeelster. Ze speelde enkele jaren in de tweede divisie van de Duitse Frauen-Bundesliga, en voor het Turks voetbalelftal.
Türk gold als grote belofte bij de jeugd, maar verloor in haar puberjaren de interesse in voetbal, en stopte voor twee jaar. Op 18-jarige leeftijd keert ze toch weer terug in de tweede divisie van de Frauen Bundesliga voor ETSV Würzburg, die haar een contract aanbiedt.

## Statistieken
| Seizoen | Club          | Land      | Competitie | Wedstrijden | Doelpunten |
| ------- | ------------- | --------- | ---------- | ----------- | ---------- |
| 2014/15 | ETSV Würzburg | Duitsland | 2BW        | 3           | 0          |
| 2015/16 | Lübars        | Duitsland | 2BW        | 16          | 0          |
| 2016/17 | Union Berlin  | Duitsland | 2BW        | 17          | 0          |
| Totaal  | Totaal        | Totaal    | Totaal     | 36          | 0          |

Laatste update: december 2020

## Interlands
Dilara Türk kwam uit voor Turkije O19 en het Turks voetbalelftal.